# Il'ja Michajlovič Lifšic
Il'ja Michajlovič Lifšic, in russo Илья́ Миха́йлович Ли́фшиц?; in ucraino Ілля́ Миха́йлович Лі́фшиць?, Illja Mychajlovyč Lifšyc' (Charkiv, 13 gennaio 1917 – Mosca, 23 ottobre 1982), è stato un fisico sovietico, noto per i suoi contributi teorici alla fisica della materia condensata.

## Biografia e contributi
Il'ja Lifšic nacque in una famiglia di ebrei ucraini a Charkiv, nell'allora Impero Russo (ora in Ucraina). Suo padre era un professore di medicina, mentre suo fratello maggiore Evgenij sarebbe diventato anche lui un fisico teorico. 
Studiò prima all'Università di Charkiv e poi all'Istituto Politecnico di Charkiv, conseguendo il dottorato nel 1938 sotto la supervisione di Lev Landau, come suo fratello prima di lui. Nel 1941, allo scoppio della guerra fra Unione Sovietica e Germania nazista, divenne capo della sezione teorica dell'Istituto Politecnico (ruolo precedentemente occupato proprio da Landau), diventando tre anni dopo professore all'Università di Charkiv. Nel 1964 si trasferì all'Università statale di Mosca, prima con la cattedra di elettrodinamica e teorie quantistiche, e poi con quella di fisica delle basse temperature. Nel frattempo, nel 1960 era diventato membro corrispondente, e nel 1970 membro a pieno titolo, dell'Accademia delle scienze dell'URSS, dirigendo dal 1969 (anche qui come successore di Landau) la sezione teorica dell'Istituto di problemi fisici. 

## Contributi scientifici
Il'ja Lifšic si occupò in generale di fisica della materia condensata, concentrandosi prima sulla fisica dello stato solido, e poi sulla fisica dei polimeri.
Insieme ad Arnol'd Kosevič, nel 1954 Lifšic stabilì la connessione tra l'oscillazione delle caratteristiche magnetiche dei metalli, e la forma di una superficie di Fermi (formula di Lifšic-Kosevič), a partire dagli esperimenti di de Haas e van Alphen.
Lifšic fu uno dei fondatori della teoria dei sistemi disordinati, dove introdusse alcune nozioni di base, come il self-averaging, e scoprì quelle che oggi vengono chiamate code di Lifshitz e singolarità di Lifšic.
In teoria delle perturbazioni, Lifšic introdusse la nozione di funzione di spostamento spettrale, che fu poi successivamente sviluppata da Mark Krejn.
Una transizione di fase che coinvolge cambiamenti topologici della superficie di Fermi del materiale, è chiamata transizione di fase di Lifšic in suo onore.
A partire dalla fine degli anni '60, Lifšic iniziò a lavorare su problemi inerenti alla fisica statistica dei polimeri. Insieme ai suoi studenti Aleksandr Ju. Grosberg e Aleksej R. Chochlov, Lifšic propose una teoria della transizione gomitolo-globulo negli omopolimeri e derivarono la formula per l'entropia conformazionale di una catena polimerica, che viene chiamata entropia di Lifshitz.

## Premi e riconoscimenti
- Premio Mandelstam dell'Accademia delle scienze dell'URSS
- Simon Memorial Prize dell'Institute of Physics nel 1961
- Premio Lenin nel 1967
- Eletto membro della National Academy of Science nel 1982[10]